# Jardinage à l'anglaise
Pour plus de détails, voir Fiche technique et Distribution.
Jardinage à l'anglaise (Greenfingers) est un film britanno-américain écrit et réalisé par Joel Hershman, sorti en 2000.

## Synopsis
Le pénitencier britannique de Edgefield expérimente un programme inédit de réinsertion de détenus : chaque membre du centre doit apprendre un métier. Quand Colin (Clive Owen), Fergus (David Kelly), et trois autres incarcérés choisissent le jardinage et l'horticulture comme discipline de réinsertion, ils n'imaginent pas à quel point ces domaines seront pour eux source de renaissance. L'aide de Georgina Woodhouse (Helen Mirren), experte en horticulture, va leur permettre de devenir candidats au concours de paysagistes de la prestigieuse exposition de Hampton Court Palace.

## Fiche technique
Sauf indication contraire, les informations mentionnées dans cette section peuvent être confirmées par la base de données cinématographiques IMDb,  présente dans la section « Liens externes ».
- Titre original : Greenfingers
- Titre français : Jardinage à l'anglaise
- Réalisation et scénario : Joel Hershman
- Direction artistique : Neesh Ruben
- Costumes : Frances Tempest
- Photographie : John Daly
- Son : Derek Norman
- Montage : Justin Krish
- Musique : Guy Dagul
- Production : Travis Swords, Daniel J. Victor
- Sociétés de production : Boneyard Entertainment, Fireworks Pictures, Metro-Goldwyn-Mayer, Travis Swords Productions, Winchester Films, Xingu Films
- Pays d'origine :  Royaume-Uni,  États-Unis
- Langue originale : anglais britannique et américain
- Format : couleur - 35 mm - 1,85:1
- Genre : comédie noire
- Durée : 91 minutes
- Dates de sortie[1],[2] :

Canada : 10 septembre 2000 (première mondiale au Festival de Toronto)
États-Unis : 13 juillet 2001 (sortie limitée)
Royaume-Uni : 14 septembre 2001
France : 11 février 2004

## Distribution
- Clive Owen (VF : Julien Kramer) : Colin Briggs
- Helen Mirren (VF : Jocelyne Darche) : Georgina Woodhouse
- David Kelly (VF : Pierre Bonzans) : Fergus Wilks
- Warren Clarke (VF : Richard Leblond) : le gouverneur Gerald Hodge
- Danny Dyer (VF : Alexis Tomassian) : Tony
- Adam Fogerty (VF : Gilles Morvan) : Raw
- Paterson Joseph (VF : Lucien Jean-Baptiste) : Jimmy
- Natasha Little (VF : Virginie Méry) : Primrose Woodhouse
- Peter Guinness (VF : Pierre Dourlens) : Dudley
- Lucy Punch (VF : Fily Keita) : Holly
- Sally Edwards (VF : Marie-Martine Bisson) : Susan Hodge
- Donald Douglas (VF : Michel Ruhl) : Nigel
- Kevin McMonagle (VF : Hubert Drac) : Laurence
- Julie Saunders : Sarah
- Jordan Maxwell : John
- David Lyon (en) (VF : Claude Rollet) : le ministre de l'intérieur
- Timothy Carlton (en) : le fonctionnaire de la cour royale de Hampton
- Trevor Bowen dit T. R. Bowen (VF : Gabriel Le Doze) : le président de la société Royal Horticultural
- James Woolley (VF : Philippe Dumond) : le juge de libération conditionnelle

 Source et légende : version française (VF) sur RS Doublage et selon le carton du doublage français sur le DVD zone 2.